# ذي عدين (القفر)

تعديل مصدري - تعديل

ذي عدين هي إحدى قرى عزلة بني مسلم بمديرية القفر التابعة لمحافظة إب، بلغ تعداد سكانها 126 نسمة حسب تعداد اليمن لعام 2004.